# CST-100 Starliner
CST-100 Starliner är företaget Boeing:s rymdfarkost för transport av astronauter till och från Internationella rymdstationen (ISS), med hjälp av bärraketen Atlas V. Den första obemannade flygningen pågick mellan den 20 och 22 december 2019 och kallades Boeing Orbital Flight Test.
Den kan bära upp till sju personer men kan även flyga obemannad.

## Första flygning
Under den första obemannade flygningen uppstod ett antal problem, vilket bland annat ledde till att farkosten inte hade bränsle nog att nå rymdstationen. Farkosten landade den 22 december 2019.

## Andra testflygningen
Den 6 april 2020 meddelade Boeing att man kommer göra ytterligare en obemannad testflygning av  farkosten, vilken skulle ha ägt rum den 30 juli 2021, men nu senarelades på grund av tekniska problem. 
19 maj 2022 sköts farkosten upp från Cape Canaveral SLC-41. Efter sex dagar i omloppsbana kring jorden, varav tre dagar dockad vid ISS, återvände farkosten och landade på White Sands Space Harbour 25 maj.

## Första bemannade flygning
Den första bemannade färden inleddes 5 juni 2024 efter ett antal misslyckade försök tidigare under våren. 27 timmar efter uppskjutningen dockade farkosten med ISS och astronauterna ombord kunde förflytta sig från Starliner till rymdstationen.